# 20th Anniversary DREAMS COME TRUE CONCERT TOUR 2009 "ドリしてます?"
『20th Anniversary DREAMS COME TRUE CONCERT TOUR 2009 "ドリしてます?" 』（トゥエンティースアニバーサリー ドリームズカムトゥルー コンサートツアー トゥーサウザンドアンドナイン-）は、DREAMS COME TRUEのライブビデオ。2009年10月1日発売。

## 解説
- アルバム『DO YOU DREAMS COME TRUE?』のリリースとバンドのデビュー20周年を記念して行われた全国アリーナツアーの模様を商品化。
- アルバム『AND I LOVE YOU』発売に伴うツアーは行われていないため、同アルバムからの曲も数曲演奏されている。
- この模様は発売前にダイジェストがスカパー!でペイ・パー・ビュー方式で放送された。
- 映像監督は映画「ICHI」「ピンポン」の監督を務めた曽利文彦が担当。
- DVD初回限定盤（3枚組）・DVD通常盤（2枚組）・ドリカム初のBlu-ray Disc（DVD通常盤の2枚を1枚で収録）の3形態で発売。
- 初回限定盤はMC集・吉田美和がボーカルをとっていないもののLIVEでは初披露となるKinKi Kidsへの提供曲「ね、がんばるよ。」やアルバム『DO YOU DREAMS COME TRUE?』収録のシングル楽曲の4曲ミュージックビデオを収録した特典DVD付。※DVD初回限定盤のみスペシャルパッケージ仕様
- ライブDVDとしては初めて歌詞の字幕が出るようになっている。
- 公式オルゴールアルバム『DREAMS COME TRUE MUSIC BOX Vol.5 - AUTUMN LEAVES -』と同時発売。
- このライブ音源が、シングル「その先へ」（20th Anniversary Medley①）、「ねぇ」（20th Anniversary Medley②）、「生きてゆくのです♡」（20th Anniversary Medley③）に収録。※音源は本作収録の物と同一。
- 全国13か所33公演で延べ30万人を動員。※アルバムツアーとしては自身最大規模。
- 発売に先駆けて全国の映画館で本作（本編のみ）が上映された。

## 収録曲

### Disc 1
1. OPEN SESAME
2. a song for you 〜opening theme of dydct?〜
3. MERRY-LIFE-GOES-ROUND
4. あぁもう！！
5. サヨナラメーター/タメイキカウンター
6. 大っきらい　でもありがと
7. アピール
8. ALMOST HOME
9. あなたに会いたくて（※1：20th Anniversary Medley ① 1989-1992）
10. STILL（※1）
11. うれしい！たのしい！大好き！（※1）
12. MEDICINE（※1）
13. 笑顔の行方（※1）
14. 今度は虹を見に行こう（※1）
15. Eyes to me（※1）
16. 愛しのハピィデイズ（※1）
17. 眼鏡越しの空（※1）
18. 決戦は金曜日（※1）
19. Percussion Battle

### Disc 2
1. go for it!（※2：20th Anniversary Medley ② 1993-1997）
2. いろんな気持ち（※2）
3. 琥珀の月（※2）
4. サンキュ.（※2）
5. ROMANCE（※2）
6. しあわせなからだ（※2）
7. そうだよ（※2）
8. あはは（※2）
9. なんて恋したんだろ（※3:20th Anniversary Medley ③ 1999-2006）
10. みつばち（※3）
11. 24/7 -TWENTY FOUR/SEVEN-（※3）
12. いつのまに（※3）
13. マスカラまつげ（※3）
14. やさしいキスをして（※3）
15. 空を読む（※3）
16. 何度でも（※3）
17. CARNAVAL 〜すべての戦う人たちへ〜
18. TO THE BEAT, NOT TO THE BEAT
19. TRUE, BABY TRUE. -EXTENDED VERSION-
20. 大阪LOVER
21. MIDDLE OF NOWHERE
22. またね

### Disc 3 （初回限定盤のみ）
- 20th Anniversary DREAMS COME TRUE CONCERT TOUR 2009 "ドリしてます?" 特典映像
  - MC集
  - ね、がんばるよ。
- ミュージックビデオ集

1. MERRY-LIFE-GOES-ROUND
2. 連れてって 連れてって
3. MIDDLE OF NOWHERE
4. GOOD BYE MY SCHOOL DAYS